# CCC Development Team
CCC Development Team was een Poolse continentale wielerploeg die uitkwam in de continentale circuits van de UCI. Het grootste deel van de ploeg bestond uit Poolse renners. Na 2011 raakte de ploeg haar hoofdsponsor kwijt en werd bijna opgeheven. Er werd echter een doorstart gemaakt op een lager niveau.
Voor het seizoen 2013 herkreeg de ploeg de status van Professional Continental Team en had de bekende Italiaanse wielrenner Davide Rebellin, die inmiddels de leeftijd van 41 jaar had bereikt, aangetrokken.
CCC nam in 2019 de Pro-Tour licentie over van BMC Racing Team. Zo ontstond CCC Team wat een doorzetting was van de oude BMC ploeg. De huidige ploeg ging door als opleidingsploeg.

## Bekende (oud-)renners
- Dariusz Baranowski (2003)
- Marcin Białobłocki (2017-2018)
- Tomasz Brożyna (2003)
- Marek Galiński (2002-2003, 2004, 2007)
- David George (2002)
- Aleksej Markov (2004)
- Tomasz Marczyński (2010-2011)
- David McCann (2001)
- Jacek Morajko (2011, 2013-2014)
- Serhij Oetsjakov (2002)
- Maciej Paterski (2014-2018)
- Simone Ponzi (2016-2018)
- Felice Puttini (2001-2002)
- Davide Rebellin (2013-2016)
- Marek Rutkiewicz (2011-2012)
- Branislaw Samojlaw (2014-2018)
- André Schulze (2011)
- Ondřej Sosenka (2001-2003)
- Andrej Teterioek (2002)
- Pavel Tonkov (2003)
- Piotr Wadecki (2006)
- Cezary Zamana (2001-2002)
- Jarosław Marycz (2013-2016)

## Grote rondes
| Jaar | Ronde van Italië       | Ronde van Italië | Ronde van Frankrijk | Ronde van Frankrijk | Ronde van Spanje   | Ronde van Spanje |
| Jaar | hoogste klassering     | etappewinst      | hoogste klassering  | etappewinst         | hoogste klassering | etappewinst      |
| ---- | ---------------------- | ---------------- | ------------------- | ------------------- | ------------------ | ---------------- |
| 2003 | 12e Dariusz Baranowski |                  | geen deelname       | geen deelname       | geen deelname      | geen deelname    |
| 2015 | 45e Sylwester Szmyd    |                  | geen deelname       | geen deelname       | geen deelname      | geen deelname    |
| 2016 | geen deelname          | geen deelname    | geen deelname       | geen deelname       | geen deelname      | geen deelname    |
| 2017 | 12e Jan Hirt           |                  | geen deelname       | geen deelname       | geen deelname      | geen deelname    |

2000 · 2001 · 2002 · 2003 · 2004 · 2005 · 2006 · 2007 · 2008 · 2009 · 2010 · 2011 · 2012 · 2013 · 2014 · 2015 · 2016 · 2017 · 2018 · 2019 · 2020